# Guessouma Fofana
Guessouma Fofana (ur. 17 grudnia 1992 w Hawrze) – mauretański piłkarz grający na pozycji środkowego pomocnika. Od 2021 jest zawodnikiem klubu CFR Cluj.

## Kariera klubowa
Swoją karierę piłkarską Fofana rozpoczął w juniorach klubu ES Mont-Gaillard. W 2010 roku odszedł z niego do Le Havre AC i w latach 2010–2012 grał w jego rezerwach. Z kolei w sezonie 2012/2013 grał w rezerwach US Boulogne. Z kolei w latach 2013–2015 był zawodnikiem czwartoligowego Lyon La Duchère.
W 2015 roku Fofana przeszedł do trzecioligowego Amiens SC. Swój debiut w nim zaliczył 14 sierpnia 2015 w zremisowanym 0:0 domowym meczu z FC Chambly Oise. W sezonie 2015/2016 awansował z nim do Ligue 2, a w sezonie 2016/2017 do Ligue 1. W Amiens grał do lata 2018.
Latem 2018 Fofana został zawodnikiem En Avant Guingamp. Swój debiut w nim zanotował 12 sierpnia 2018 w przegranym 0:2 domowym meczu z Olympique Lyon. W sezonie 2018/2019 spadł z Guingamp do Ligue 2.
We wrześniu 2019 Fofana został wypożyczony do drugoligowego Le Mans FC. Zadebiutował w nim 30 września 2019 w przegranym 0:3 wyjazdowym spotkaniu z Guingamp. W sezonie 2019/2020 został z Le Mans zdegradowany do trzeciej ligi.
W lipcu 2021 Fofana został piłkarzem rumuńskiego CFR Cluj. W nim swój debiut zaliczył 31 lipca 2021 w zwycięskim 1:0 domowym meczu z Chindią Târgoviște.
| Sezon   | Klub                | Kraj    | Rozgrywki              | Mecze | Gole |
| ------- | ------------------- | ------- | ---------------------- | ----- | ---- |
| 2010/11 | Le Havre AC B       | Francja | CFA                    | 1     | 0    |
| 2011/12 | Le Havre AC B       | Francja | CFA                    | 19    | 0    |
| 2012/13 | US Boulogne B       | Francja | CFA 2                  | 5     | 0    |
| 2013/14 | Lyon La Duchère     | Francja | CFA                    | 16    | 0    |
| 2014/15 | Lyon La Duchère     | Francja | CFA                    | 27    | 1    |
| 2015/16 | Amiens SC           | Francja | Championnat National   | 25    | 0    |
| 2016/17 | Amiens SC           | Francja | Ligue 2                | 33    | 3    |
| 2017/18 | Amiens SC           | Francja | Ligue 1                | 16    | 0    |
| 2018/19 | Amiens SC           | Francja | Ligue 1                | 3     | 0    |
| 2018/19 | En Avant Guingamp   | Francja | Ligue 1                | 10    | 0    |
| 2018/19 | En Avant Guingamp B | Francja | Championnat National 3 | 2     | 0    |
| 2019/20 | En Avant Guingamp   | Francja | Ligue 2                | 1     | 0    |
| 2019/20 | Le Mans FC          | Francja | Ligue 2                | 16    | 1    |
| 2020/21 | En Avant Guingamp   | Francja | Ligue 2                | 24    | 3    |

## Kariera reprezentacyjna
W reprezentacji Mauretanii Fofana zadebiutował 16 listopada 2021 w zremisowanym 1:1 meczu eliminacji do MŚ 2022 z Gwineą Równikową, rozegranym w Nawakszucie. W 2022 roku Dellahi Yali został powołany do kadry na Puchar Narodów Afryki 2021. Na tym turnieju rozegrał trzy mecze grupowe: z Gambią (0:1), z Tunezją (0:4) i z Mali (0:1).